# 钱弘偓
钱弘偓（934年—958年），杭州錢塘（今浙江杭州）人，字赞尧，是五代十國的吳越國國王钱元瓘的第十二子，武肃王钱镠的孙子。同母兄钱弘偡。
钱弘偓性仁孝，事奉母亲陈氏恭谨。担任衢州刺史，宽恕厚重，百姓爱戴。饥荒之年，百姓到其他州讨饭，来向他道别，他为之哭泣。忠懿王钱弘俶对他友爱倍至。周世宗显德五年（958年）去世，终年仅二十五岁。